# Concepções rivais da lógica
A história da lógica , como disciplina, tem sido marcada por muitas disputas sobre o que o tópico trata, e o artigo principal 'Lógica', tem como resultado sido hesitante em comprometer-se a uma definição particular de lógica. Este artigo vigia várias definições do objeto que têm aparecido ao longo dos séculos, através dos tempos modernos, e colocá-los em contexto, refletindo concepções rivais do tema. 

## Concepções rivais de lógica
No periódico da escolástica filosófica, a lógica era predominantemente Aristotélica. Seguindo o declínio da escolástica, a lógica foi pensada como uma temática de ideias pelos primeiros filósofos modernos, como Locke e  Hume. Immanuel Kant levou isso um passo mais adiante. Ele começa com a suposição dos filósofos empíricos, de que todo o conhecimento de tudo o que está dentro da mente, e que nós não temos conhecimento genuíno de 'coisas em si'. Além disso, (uma ideia que ele parecia ter começado a partir de Hume) o material do conhecimento é uma sucessão de ideias separadas que não têm nenhuma ligação intrínseca e, portanto, não a verdadeira unidade. A fim de que essas diferentes sensações serem colocadas em algum tipo de ordem e coerência, deve haver um mecanismo interno de mente, a qual fornece as formas pelas quais pensamos, percebemos e raciocinamos.
Kant chama essas formas de Categorias (um pouco diferente das formas empregadas por lógicos Aristotélicos), da qual ele afirma que há doze:
- Quantidade (Singular, Particular, Universal)
- Qualidade (Afirmativa, Negativa, Infinito)
- Relação (Categórica, Hipotética, Disjuntiva)
- Modalidade (Problemático, Assertórica, Apodítica)

No entanto, este parece ser um arranjo arbitrário, impulsionado pelo desejo de apresentar um aspecto harmônico do que de qualquer método ou sistema subjacentes. Por exemplo, a tríplice natureza de cada divisão obrigou-o a adicionar categorias artificiais, tais como o julgamento infinito.
Esta concepção da lógica eventualmente se desenvolveu em uma forma extrema de psicologismo adotadas no século XIX por Benno Erdmann e outros. A visão dos historiadores da lógica é a de que a influência de Kant foi negativa.
Outro ponto de vista da lógica adotada por Hegel e outros de sua escola (como  Lotze,  Bradley,  Bosanquet e outros), foi a 'Lógica da Idéia Pura'. A característica central deste ponto de vista é a identificação da Lógica e da Metafísica. O Universo tem a sua origem nas categorias de pensamento. Pensamento em sua plenitude torna-se a Idéia Absoluta, de uma mente divina evoluindo no desenvolvimento do Universo.
No período moderno, W. V. Quine (1940, pp. 2-3) definiu lógica em termos de um vocabulário lógico, que por sua vez é identificado por um argumento de que muitos vocabulários particulares —Quine menciona vocabulário geológico — são utilizados em discursos junto com um kernel de termos comum, independente de tópicos. Estes termos, então, constituem o vocabulário lógico e a lógica verdades são verdades comuns a todos os tópicos específicos.
Hofweber (2004) apresenta várias definições de lógica, e continua a alegação de que todas as definições de lógica são um dos quatro tipos. Estes são: a lógica é o estudo de: (i) estruturas artificiais e formais, (ii) o som de inferência (por exemplo, João Poinsot), (iii) tautologias (por exemplo, Watts), ou (iv) características gerais do pensamento (por exemplo, Frege). Ele argumenta, então, que estas definições são relacionados umas com as outras, mas não esgotam umas as outras, e que um exame da ontologia formal mostra que estas diferenças entre definições rivais são devido a questões difíceis na ontologia.

## Definições informais e coloquiais
Organizado em ordem cronológica aproximada.
- A ferramenta para distinguir entre o verdadeiro e o falso (Averroes).[2]
- A ciência do raciocínio, ensinando o caminho de investigar a verdade desconhecida em conexão com uma tese (Robert Kilwardby).
- A arte cuja função é direcionar o motivo para que não se erre na forma de se inferir ou conhecer (João Poinsot).
- A arte de conduzir bem a razão em conhecer coisas (Antoine Arnauld).
- O direito de uso da razão, na busca da verdade (Isaac Watts).
- A Ciência, assim como a Arte, do raciocínio (Richard Whately).
- A ciência das operações do entendimento de que são subservientes na estimativa de provas (John Stuart Mill).
- A ciência das leis do pensamento discursivo (James McCosh).
- A ciência mais geral, as leis da verdade (Frege).